# Semifinalele Coppa Italiei

## Semifinale
| Club             | Semifinaliști | Ani semifinaliști |
| ---------------- | ------------- | --- |
| Juventus         | 40            | 1938, 1940, 1942, 1958, 1959, 1960, 1961, 1962, 1964, 1965, 1966, 1967, 1973, 1974, 1975, 1977, 1979, 1980, 1981, 1983, 1988, 1990, 1992, 1993, 1995, 1998, 2002, 2004, 2009, 2012, 2013, 2015, 2016, 2017, 2018, 2020, 2021, 2022, 2023, 2024 |
| Internazionale   | 36            | 1937, 1938, 1939, 1959, 1965, 1966, 1967, 1968, 1973, 1974, 1976, 1977, 1978, 1982, 1983, 1985, 1988, 1996, 1997, 1999, 2000, 2004, 2005, 2006, 2007, 2008, 2009, 2010, 2011, 2013, 2016, 2020, 2021, 2022, 2023, 2025                         |
| Milan            | 32            | 1936, 1937, 1938, 1939, 1942, 1967, 1968, 1971, 1972, 1973, 1975, 1977, 1978, 1985, 1990, 1991, 1992, 1993, 1998, 2001, 2002, 2003, 2004, 2007, 2011, 2012, 2016, 2018, 2019, 2020, 2022, 2025                                                 |
| Fiorentina       | 24            | 1936, 1940, 1958, 1960, 1961, 1964, 1966, 1971, 1972, 1975, 1976, 1978, 1985, 1986, 1996, 1999, 2001, 2010, 2014, 2015, 2019, 2022, 2023, 2024                                                                                                 |
| Torino           | 23            | 1936, 1938, 1941, 1943, 1960, 1961, 1963, 1964, 1965, 1968, 1969, 1970, 1971, 1972, 1975, 1980, 1981, 1982, 1983, 1984, 1988, 1993, 1994 |
| Roma             | 23            | 1937, 1941, 1943, 1964, 1965, 1969, 1980, 1981, 1984, 1986, 1990, 1991, 1993, 2003, 2005, 2006, 2007, 2008, 2010, 2011, 2013, 2014, 2017 |
| Napoli           | 17            | 1962, 1971, 1972, 1976, 1978, 1979, 1987, 1989, 1990, 1991, 1997, 2012, 2014, 2015, 2017, 2020, 2021 |
| Lazio            | 17            | 1941, 1958, 1960, 1961, 1995, 1998, 2000, 2003, 2004, 2008, 2009, 2013, 2015, 2017, 2018, 2019, 2024 |
| Sampdoria        | 10            | 1982, 1985, 1986, 1988, 1989, 1991, 1992, 1994, 2007, 2009 |
| Bologna          | 10            | 1958, 1968, 1970, 1974, 1977, 1981, 1996, 1997, 1999, 2025 |
| Atalanta         | 9             | 1963, 1973, 1987, 1989, 1996, 2018, 2019, 2021,2024 |
| Parma            | 7             | 1992, 1994, 1995, 1998, 1999, 2001, 2002 |
| Udinese          | 6             | 1922, 2001, 2005, 2006, 2010, 2014 |
| Genoa            | 5             | 1937, 1939, 1940, 1943, 1959 |
| Venezia          | 5             | 1941, 1942, 1943, 1959, 2000 |
| Cagliari         | 5             | 1969, 1970, 1987, 2000, 2005 |
| Hellas Verona    | 4             | 1963, 1976, 1983, 1984 |
| Palermo          | 4             | 1974, 1979, 2006, 2011 |
| Catanzaro        | 3             | 1966, 1979, 1982 |
| Bari             | 3             | 1940, 1963, 1984 |
| Alessandria      | 2             | 1936, 2016 |
| Foggia           | 2             | 1969, 1995 |
| Cremonese        | 2             | 1987, 2023 |
| Novara           | 1             | 1939 |
| Modena           | 1             | 1942 |
| SPAL             | 1             | 1962 |
| Mantova          | 1             | 1962 |
| Padova           | 1             | 1967 |
| Varese           | 1             | 1970 |
| Ternana          | 1             | 1980 |
| Como             | 1             | 1986 |
| Pisa             | 1             | 1989 |
| Ancona           | 1             | 1994 |
| Vicenza          | 1             | 1997 |
| Brescia          | 1             | 2002 |
| Perugia          | 1             | 2003 |
| Catania          | 1             | 2008 |
| Siena            | 1             | 2012 |
| Vado             | 1             | 1922 |
| Libertas Firenze | 1             | 1922 |
| Lucchese         | 1             | 1922 |
| Empoli           | 1             | 2025 |
| Total            | 248           | |

## Legături externe
- Italy – Lista finalelor cupei pe RSSSF